# 周洋
周 洋（しゅう よう、1991年6月9日 - ）は、中国吉林省長春市出身のショートトラックスピードスケート選手。
2010年バンクーバーオリンピックでは1500mと3000mリレーで金メダルを獲得しており、それぞれオリンピックレコードと世界記録のタイムであった。1000mにもエントリーし、準決勝では世界記録を樹立していたものの決勝では失格となっている。2014年ソチオリンピックでも1500mで金メダルを獲得し、連覇を達成した。